# Nicola Sanese
Nicola Maria Sanese (Casalbordino, 4 marzo 1942) è un politico italiano, membro della Camera dei deputati e più volte sottosegretario di stato negli anni ottanta. 
Iscritto alla Democrazia Cristiana, è stato eletto per la prima volta alla Camera dei deputati nel 1976 e successivamente confermato alle elezioni del 1979, 1983 e 1987. È stato sottosegretario di stato all'industria, commercio e artigianato nei governi Craxi I, Craxi II e De Mita; è stato inoltre sottosegretario alla presidenza del Consiglio nel Governo Fanfani VI.
Dal 1995 al 2012 ricopre la carica di Segretario Generale della Regione Lombardia, sotto la presidenza di Roberto Formigoni.

## Incarichi parlamentari
È stato membro delle seguenti commissioni parlamentari della Camera:
- VII Legislatura: II Commissione (Interni)
- VIII Legislatura: II Commissione (Interni) e XIII Commissione (Lavoro e previdenza sociale)
- IX Legislatura: II Commissione (Interni)
- X Legislatura: X Commissione (Attività produttive) e Commissione parlamentare d'inchiesta sul terrorismo in Italia e sulle cause della mancata individuazione dei responsabili delle stragi

## Incarichi di governo
- Governo Craxi I: Sottosegretario di Stato all'Industria, commercio e artigianato dal 9 agosto 1983 al 1º agosto 1986
- Governo Craxi II: Sottosegretario di Stato all'Industria, commercio e artigianato dal 4 agosto 1986 al 17 aprile 1987
- Governo Fanfani VI: Sottosegretario alla Presidenza del Consiglio dal 18 aprile al 28 luglio 1987
- Governo De Mita: Sottosegretario di Stato all'Industria, commercio e artigianato dal 15 aprile 1988 al 22 luglio 1989